# نوار ویدئویی

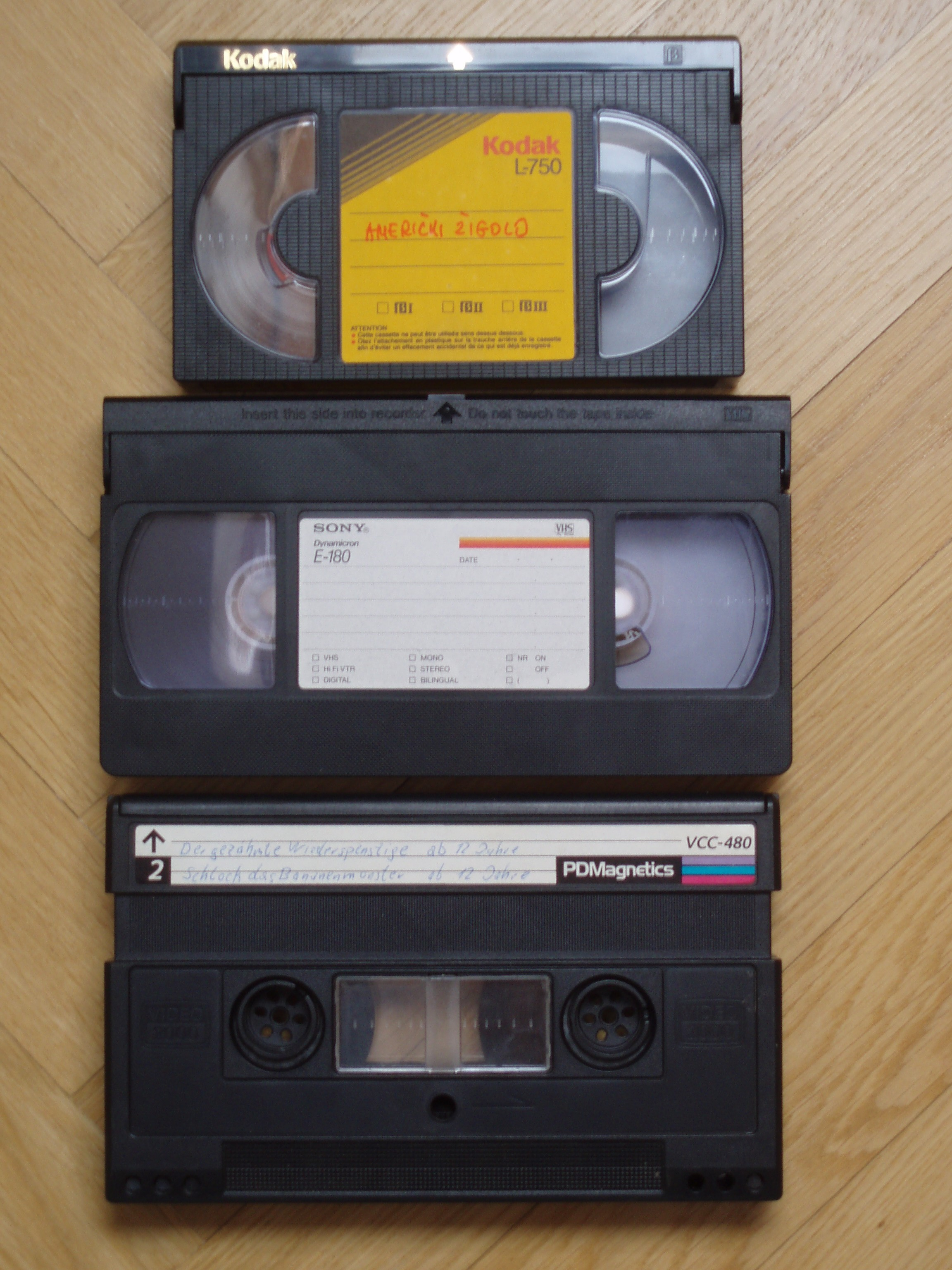
عکسی از چند نوار ویدئویی در طرح های متنوع

نوار ویدئویی (انگلیسی: Videotape) یا نوار ویدئویی، نوعی نوار مغناطیسی است، که برای ذخیره‌سازی ویدئو و صدا، از آن استفاده می‌شود. این اطلاعات ذخیره‌شده، می‌توانند به صورت سیگنال‌های آنالوگ یا دیجیتال، ذخیره شوند. نوارهای ویدئویی اغلب به منظور ذخیره‌سازی تصاویر ویدئویی در دستگاه‌های فیلمبرداری (VTR) یا دستگاه‌های ویدئو کاست (VCR) و نیز دوربین‌های ویدئویی، مورد استفاده قرار می‌گیرند. از نوارهای ویدئویی برای ذخیره‌سازی داده‌های علمی یا پزشکی، مانند داده‌های تولید شده توسط دستگاه الکتروکاردیوگرام (نوار قلب) نیز استفاده می‌شود.